# Peter Daniel (calciatore 1946)
Peter Alymer Daniel (Ripley, 22 dicembre 1946) è un ex calciatore inglese, di ruolo difensore.

## Biografia
Ritiratosi dal calcio giocato, ha diretto un ufficio postale nel Derbyshire.

## Caratteristiche tecniche
Era un difensore molto forte fisicamente e in grado di ricoprire tutti i ruoli del reparto arretrato.

## Carriera
Esordì da professionista con la maglia del Derby County nel 1965, divenendo due anni dopo uno dei cinque giocatori rimasti in squadra dopo il rinnovamento della rosa deciso da Brian Clough. Ciononostante, nel corso della sua carriera con i Rams disputò 195 incontri di campionato in quattordici stagioni, di cui 114 nella First Division: relegato al ruolo di riserva del titolare Roy McFarland, Daniel diede un apporto minimo ai successi della squadra degli anni settanta non scendendo in campo durante la stagione del primo titolo nazionale. Ottenne invece un maggior numero di presenze nell'ultimo periodo di militanza con i Rams, disputando da titolare la stagione del secondo titolo nazionale a causa di un grave infortunio occorso a McFarland.
Al termine della carriera con i Rams, Daniel disputò due stagioni nella NASL con il Vancouver Whitecaps vincendo l'edizione 1979, per poi ritirarsi dal calcio giocato nell'anno successivo, disputando una stagione da non professionista con il Burton Albion.

## Statistiche

### Presenze e reti nei club
| Stagione                   | Squadra                    | Campionato                 | Campionato | Campionato | Coppe nazionali | Coppe nazionali | Coppe nazionali | Coppe continentali | Coppe continentali | Coppe continentali | Altre competizioni | Altre competizioni | Altre competizioni | Totale | Totale |
| Stagione                   | Squadra                    | Comp                       | Pres       | Reti       | Comp            | Pres            | Reti            | Comp               | Pres               | Reti               | Comp               | Pres               | Reti               | Pres   | Reti   |
| -------------------------- | -------------------------- | -------------------------- | ---------- | ---------- | --------------- | --------------- | --------------- | ------------------ | ------------------ | ------------------ | ------------------ | ------------------ | ------------------ | ------ | ------ |
| 1965-1966                  | Derby County               | SD                         | ?          | ?          | FACup+CdL       | ?+?             | ?+?             | -                  | -                  | -                  | -                  | -                  | -                  | ?      | ?      |
| 1966-1967                  | Derby County               | SD                         | ?          | ?          | FACup+CdL       | ?+?             | ?+?             | -                  | -                  | -                  | -                  | -                  | -                  | ?      | ?      |
| 1967-1968                  | Derby County               | SD                         | ?          | ?          | FACup+CdL       | ?+?             | ?+?             | -                  | -                  | -                  | -                  | -                  | -                  | ?      | ?      |
| 1968-1969                  | Derby County               | SD                         | ?          | ?          | FACup+CdL       | ?+?             | ?+?             | -                  | -                  | -                  | -                  | -                  | -                  | ?      | ?      |
| 1969-1970                  | Derby County               | FD                         | 3          | 0          | FACup+CdL       | ?+?             | ?+?             | -                  | -                  | -                  | -                  | -                  | -                  | 8+     | 0+     |
| 1970-1971                  | Derby County               | FD                         | 3          | 0          | FACup+CdL       | ?+?             | ?+?             | -                  | -                  | -                  | -                  | -                  | -                  | 3+     | 0+     |
| 1971-1972                  | Derby County               | FD                         | 0          | 0          | FACup+CdL       | 0+0             | 0+0             | -                  | -                  | -                  | -                  | -                  | -                  | 0      | 0      |
| 1972-1973                  | Derby County               | FD                         | 9          | 0          | FACup+CdL       | ?+?             | ?+?             | CC                 | 4                  | 0                  | -                  | -                  | -                  | 13+    | 0+     |
| 1973-1974                  | Derby County               | FD                         | 8          | 0          | FACup+CdL       | ?+?             | ?+?             | -                  | -                  | -                  | -                  | -                  | -                  | 8+     | 0+     |
| 1974-1975                  | Derby County               | FD                         | 37         | 3          | FACup+CdL       | ?+?             | ?+?             | CU                 | 6                  | 1                  | -                  | -                  | -                  | 43+    | 4+     |
| 1975-1976                  | Derby County               | FD                         | 2          | 0          | FACup+CdL       | ?+?             | ?+?             | CC                 | 0                  | 0                  | ChS                | 0                  | 0                  | 2+     | 0+     |
| 1976-1977                  | Derby County               | FD                         | 21         | 2          | FACup+CdL       | ?+?             | ?+?             | CU                 | 0                  | 0                  | -                  | -                  | -                  | 21+    | 2+     |
| 1977-1978                  | Derby County               | FD                         | 19         | 1          | FACup+CdL       | ?+?             | ?+?             | -                  | -                  | -                  | -                  | -                  | -                  | 19+    | 1+     |
| 1978                       | Vancouver Whitecaps        | NASL                       | 20         | 1          | -               | -               | -               | -                  | -                  | -                  | -                  | -                  | -                  | 20     | 1      |
| 1978-1979                  | Derby County               | FD                         | 7          | 1          | FACup+CdL       | ?+?             | ?+?             | -                  | -                  | -                  | -                  | -                  | -                  | 7+     | 1+     |
| Totale Derby County        | Totale Derby County        | Totale Derby County        | 195        | 7          |                 | ?+?             | ?+?             |                    | 10                 | 1                  |                    | 0                  | 0                  | 246    | 8+     |
| 1979                       | Vancouver Whitecaps        | NASL                       | 27         | 1          | -               | -               | -               | -                  | -                  | -                  | -                  | -                  | -                  | 27     | 1      |
| Totale Vancouver Whitecaps | Totale Vancouver Whitecaps | Totale Vancouver Whitecaps | 47         | 2          |                 | -               | -               |                    | -                  | -                  |                    | -                  | -                  | 47     | 2      |
| 1979-1980                  | Burton Albion              | NPL                        | ?          | ?          | FACup           | ?               | ?               | -                  | -                  | -                  | -                  | -                  | -                  | ?      | ?      |
| Totale carriera            | Totale carriera            | Totale carriera            | 232+       | 9+         |                 | ?+?             | ?+?             |                    | ?                  | ?                  |                    | 0                  | 0                  | 293+   | 10+    |

## Palmarès

### Club

#### Competizioni nazionali
- Campionato inglese: 2

Derby County: 1971-1972, 1974-1975
- Charity Shield: 1

Derby County: 1975
- Campionato inglese di seconda divisione: 1

Derby County: 1968-1969
- Campionato NASL: 1

Vancouver Whitecaps: 1979

#### Competizioni internazionali
- Texaco Cup: 1

Derby County: 1972